# Max Theiler
Max Theiler (født 30. januar 1899 i Pretoria, Sydafrika, død 11. august 1972 i New Haven, USA) var en sydafrikansk læge og virolog. Han modtog Nobelprisen i fysiologi eller medicin i 1951 for udviklingen af en vaccine mod sygdommen gul feber.